# Finsternis bedeckt die Erde
Finsternis bedeckt die Erde (Originaltitel: Ciemności kryją ziemię) ist ein Roman von Jerzy Andrzejewski. Er ist eine Parabel auf den Stalinismus und erschien während der kurzen „Tauwetter-Periode“ im Jahr 1957. Die deutschsprachige Übersetzung aus dem Polnischen von Walter Henke und Oskar Jan Tauschinski wurde erstmals 1962 im Langen Müller Verlag, München, veröffentlicht.  

## Handlung
Im Jahre 1491 wütet in Spanien die Inquisition. Der Mönch Diego ist entsetzt von den Gräueltaten, die im Namen Gottes begangen werden. Eines Nachts teilt er einem älteren Mönch seine Gefühle mit. Er weiß nicht, dass es sich bei seinem Gesprächspartner um den Großinquisitor Tomás de Torquemada handelt. Doch anstatt ihn verhaften zu lassen, ernennt Torquemada Diego zu seinem Sekretär. Im Laufe der Zeit verwandelt sich Diego vom Idealisten zum religiösen Fanatiker. Der Großinquisitor hingegen beginnt an der Rechtmäßigkeit seines Tuns zu zweifeln. Auf dem Sterbebett diktiert er Diego einen Erlass, in dem er die Abschaffung der Inquisition anordnet. Doch Diego schreibt diesen nicht nieder. Entsetzt über den Sinneswandel seines Herrn, der auch Diegos Weltsicht zu Fall bringt, greift er den Sterbenden an und schlägt der Leiche noch ins Gesicht.

## Verfilmung
Der Roman wurde 1987 unter dem spanischen Titel Torquemada von Regisseur Stanislav Barabáš mit Francisco Rabal als Torquemada und Jacques Breuer als Diego in einer E/GB/D-Koproduktion verfilmt. In Deutschland lief der Film unter dem Titel Finsternis bedeckt die Erde erstmals im Programm von Das Erste am 16. November 1988.